# Chromadoroidea
Chromadoroidea is een superfamilie van ongewervelde dieren die behoren tot de rondwormen (Nematoda).

## Taxonomie
De volgende families worden bij de superfamilie ingedeeld:
- Achromadoridae Gerlach & Riemann, 1973
- Chromadoridae Filipjev, 1917
- Cyatholaimidae Filipjev, 1918
- Ethmolaimidae Filipjev & Schuurmans Stekhoven, 1941
- Neotonchidae Wieser & Hopper, 1966
- Selachinematidae Cobb, 1915